# Iglesia de Santa Leocadia (Toledo)
La iglesia de Santa Leocadia es un templo católico ubicado en la ciudad española de Toledo.

## Tradición e historia
La tradición toledana sostiene que el inmueble estaría edificado sobre el solar de la casa donde nació la santa Leocadia de Toledo, a la que pertenecería una pequeña habitación subterránea, donde se afirma que hacía oración. Esta cueva corresponde a la cripta situada junto al pilar derecho del presbiterio, y se cubre con una bovedilla de crucería en yeso, que puede fecharse en la primera mitad del siglo XVI. En la torre y en la fachada de la iglesia se conservan, empotrados, algunos fragmentos de relieves de estilo visigótico.
La parroquia aparece citada en documentos desde mediados del siglo siglo XII, con la denominación de «Santa Leocadia de dentro de Toledo», para diferenciarla de otra iglesia, con la misma advocación, «junto al alcázar», edificada en el lugar donde la santa estuvo en prisión, y de la basílica extramuros, «de fuera», actual ermita del Cristo de la Vega, donde fue enterrada. Tanto la actual iglesia, como la torre responden, en sus partes más antiguas, al mudéjar toledano de fines del siglo XIII, lo que lleva a pensar que existió otra construcción anterior, de la que no han quedado restos. Únicamente, hay referencias para pensar que la disposición primitiva era la de un edificio aislado, separado del convento de Santo Domingo el Antiguo por una calle que fue suprimida, en tiempos de Alfonso X, al ampliar ese convento.
Considerada “la parroquia de los nobles”, porque en torno a principios del siglo XVI congregaba un buen número de casas señoriales, entre ellas la que fue casa-palacio de los Lasso de la Vega, entre sus parroquianos más ilustres se encuentra el poeta toledano Garcilaso de la Vega, quien la consideró su parroquia a partir de instalarse con su mujer en la calle de los Aljibes en 1528.

## Descripción
La parte mejor conservada de la construcción mudéjar es la torre, adosada al ábside del evangelio; lo que viene a confirmar que se levantó al mismo tiempo que la iglesia. Mantiene ese aire de alminar musulmán, que caracteriza a las torres toledanas: Cuerpo bajo cerrado, con aparejo de cajas de mampostería entre hiladas de ladrillo. Para iluminación de la escalera interior, se abren estrechas ventanas, casi saeteras, donde el habitual arco lobulado cobija un arquillo mixtilíneo, en yeso. Como remate, un friso de arcos ciegos lobulados, cuya clave se anuda en un círculo que enlaza con el alfiz, forma derivada de la decoración taifa. Encima, el cuerpo de campanas, con el consabido doble vano de herradura apuntada, y el alero sobre ladrillos en saledizo, transposición de los modillones de rollo califales. La estructura es la normal, de planta cuadrada, con machón central, en torno al que se desarrolla la escalera.
Por el contrario la iglesia conserva escasos restos de la época mudéjar. La planta consta de tres naves, con tres ábsides en la cabecera, y carece de crucero saliente.
De los ábsides solo se conserva el muro exterior del correspondiente al evangelio que, dentro de la tradicional superposición de arquerías dobladas, repite las mismas combinaciones de Santiago del Arrabal. Los otros dos ábsides han desaparecido a consecuencia de remodelaciones posteriores.
En la restauración de 1966, al suprimir un pórtico adosado al muro sur, que servía de entrada al templo, se encontraron restos de la antigua portada, que seguían el modelo de la de Santiago del Arrabal.
Las reformas, que terminaron por desfigurar la primitiva iglesia mudéjar, se iniciaron en 1569, con la reconstrucción del ábside de la epístola, actual capilla de la Virgen de la Salud, según traza de Nicolás de Vergara «el Viejo». La planta semicircular se transformó en cuadrada para apoyo de la cúpula, de acuerdo con el gusto renacentista.
En 1594, aunque manteniendo, en este caso, el contorno exterior mudéjar, se remodela también el ábside del evangelio, que se convierte en capilla privada, bajo la advocación de Santa Inés. En 1610, es posible que fuera cuando se construyera en la capilla la linterna; pues es contemporánea de la reforma de las naves que entonces, dirigiría Monegro, a quien pudiera atribuirse la traza.
La reforma que Monegro iba a realizar en el presbiterio implicaba la desaparición del ábside mudéjar, ya que consistía en levantar una nueva capilla, de orden corintio, con pilastras adosadas de yeso y bóveda de cañón con lunetos; y, aunque la bóveda de ladrillo, se haría por debajo de la que entonces existía, se destruiría el viejo arco de entrada a la cabecera, quedando la capilla de fondo plano, y no semicircular, con la antigua. En 1800 sufrió una nueva remodelación al gusto neoclásico.
La segunda actuación de Monegro afectó al cuerpo de la iglesia, reparándose la techumbre de madera y sustituyéndose los viejos pilares por columnas dóricas. En los años inmediatos se le incorporaron molduras de yesería y se le modificaron los arcos con medio punto. Posiblemente, la obra se completó con una falsa bóveda, la cual se colocó por debajo de la armadura de madera mudéjar, según puede comprobarse en el alzado actual del edificio y confirman los restos de madera que, todavía hoy, se conservan ocultos bajo el tejado.